# Demografia do Japão

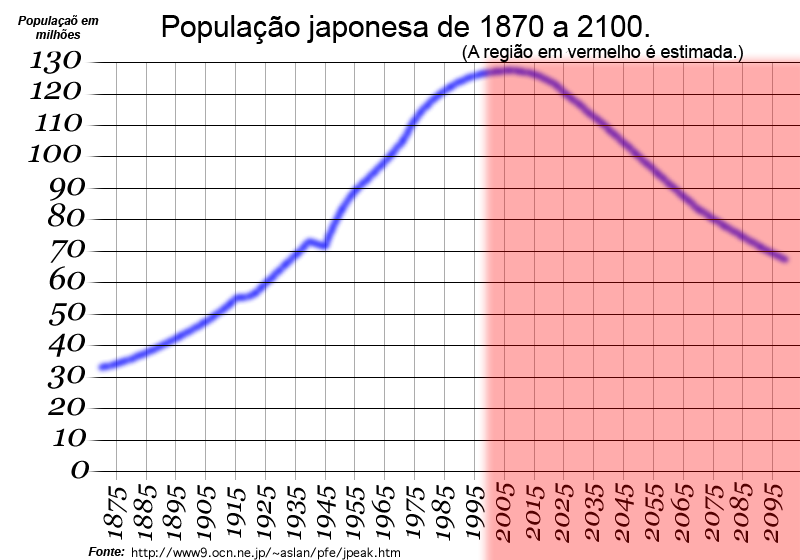
Crescimento da população japonesa de 1870 a 2100. A região em vermelho é estimada.

A população japonesa, segundo dados de fevereiro de 2023, foi estimada em 124 631 000 com o Japão sendo, atualmente, o décimo-primeiro país mais povoado do mundo. Seu tamanho foi atribuído às altas taxas de crescimento que ocorreram durante o final do século XIX e começo do século XX. Porém recentemente o crescimento populacional vem se reduzindo devido a fatores como a baixa fertilidade e o baixo número de imigrantes. Segundo estimativas a população japonesa pode diminuir a 100 milhões em 2050, e 64 milhões em 2100. Se prevê que uns dos principais problemas que esta redução trará será um déficit financeiro devido ao aumento de dependências pelo elevado número de idosos e a diminuição da quantidade de jovens capacitados a trabalhar.
Em geral, a população é bastante homogênea, sendo quase toda composta por japoneses étnicos. A população de japoneses nativos é de 123,8 milhões (de quase 125 milhões de pessoas que moram nas ilhas) em janeiro de 2021. Há também as minorias étnicas indígenas, como os ainus, e de estrangeiros que vão ao país em busca de emprego. Em 2004 o Ministério da Justiça estimou o número de estrangeiros legais em quase dois milhões sendo estes principalmente coreanos, chineses, taiwanês, brasileiros e filipinos, as outras minorias são peruanos, estadunidenses, ingleses, tailandeses, indonésios, vietnamitas, australianos, canadenses, indianos, iranianos, russos, entre outros.

## Emigração
Cerca de 663 100 japoneses vivem no exterior, sendo que aproximadamente 75 mil deles estabeleceram residência permanente em outro país, mais de 6 vezes o número dos que estavam nessa situação em 1975. Mais de 200 mil japoneses foram para o exterior na década de 1990 por longos período para estudar, pesquisar ou trabalhar. Como o governo e as corporações do país buscaram a internacionalização, um maior número de indivíduos foi diretamente afetado, diminuindo a insularidade histórica do Japão. Apesar dos benefícios da experiência de viver no exterior, indivíduos que viveram fora do Japão por longos períodos frequentemente sofrem problemas de discriminação quando retornam porque muitos não os consideram mais inteiramente japoneses. No começo da década de 1980, esses problemas, principalmente o bullying das crianças que retornavam às escolas, tornaram-se um problema público tanto no Japão como nas comunidades japonesas ao redor do mundo.

## Imigração

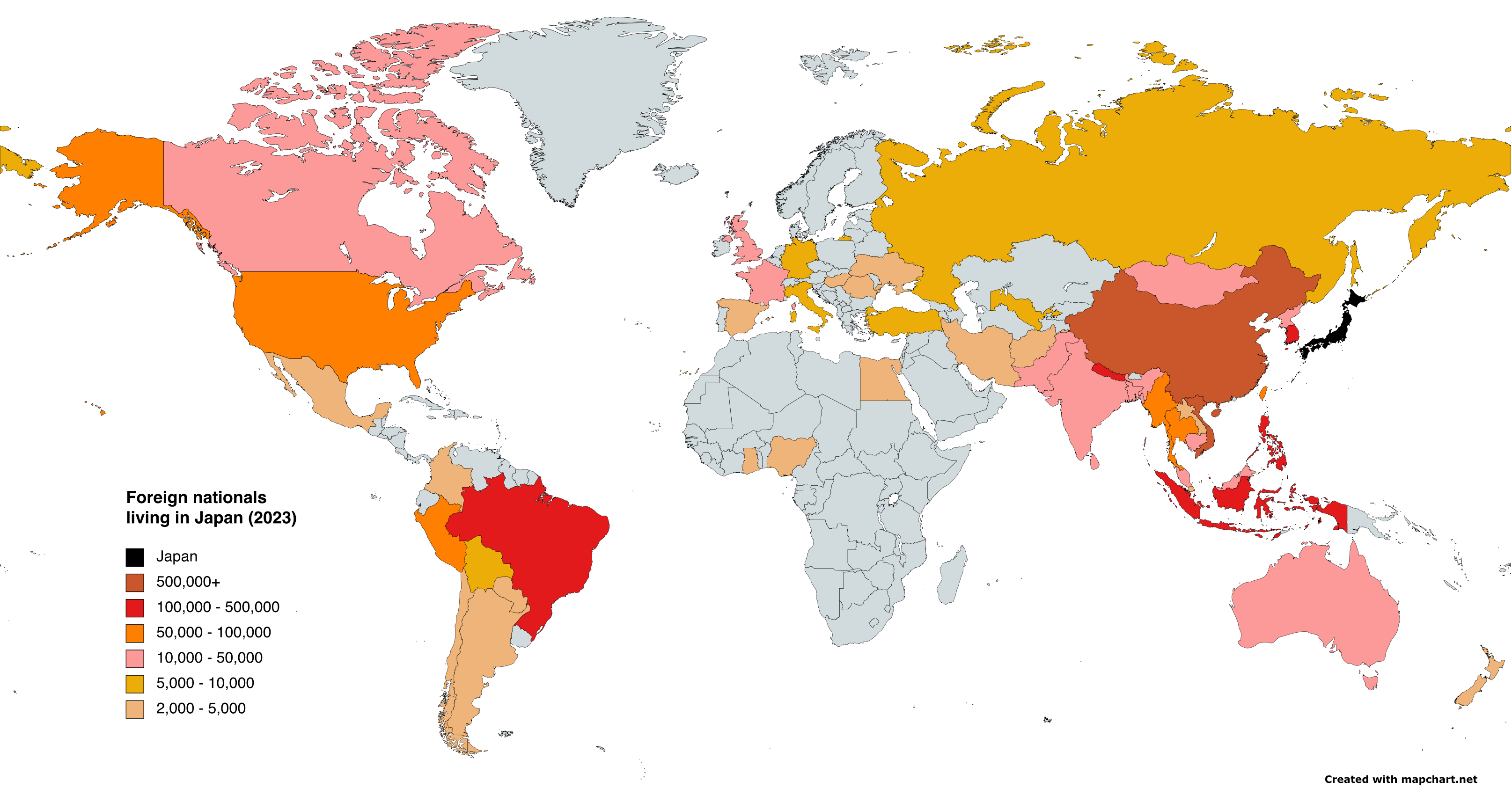
Nacionalidades estrangeiras no Japão (2023)

De acordo com o centro de imigração do Japão, o número de residentes estrangeiros no Japão tem aumentado, enquanto o número de estrangeiros, excluídos os imigrantes ilegais e turistas que permanecem no país por menos de 90 dias, foram mais de 2,2 milhões de pessoas em 2008.
Em 2010, o número de estrangeiros no Japão era de 2 134 151 pessoas. Existiam 230 552 brasileiros, a maioria descendentes de japoneses e os brasileiros passaram a ser o quinto maior número de estrangeiros, depois dos chineses, vietnamitas, coreanos e filipinos. Os brasileiros também são os que mais estrangeiros no Japão vêm do continente americano e de fora da Ásia. O Japão também é o país asiático com maior população latino-americana e, além dos brasileiros, o Japão também possui grandes comunidades peruanas (cerca de 50 mil), bolivianas (cerca de 8 mil) e mexicanas (cerca de 4 mil). Cerca de 800 portugueses vivem no Japão. Juntas, essas três nacionalidades contribuíam por cerca de 69,5% dos residentes estrangeiros no país.[carece de fontes?]
Entre os imigrantes, o Japão aceita um fluxo de aproximadamente 15 mil novos cidadãos japoneses por naturalização (帰化) todo ano. O conceito de grupos étnicos das estatísticas japonesas é diferente do observado nos censos étnicos da América do Norte e alguns países europeus. Por exemplo, o censo do Reino Unido pergunta a origem étnica ou racial de sua população, e não sobre suas nacionalidades. Por outro lado, o Departamento de Estatística do Japão ainda não faz esse tipo de pergunta. Visto que o censo populacional do Japão pergunta a nacionalidade das pessoas ao invés de sua origem étnica, os cidadãos japoneses naturalizados e os nativos do Japão com origens multiétnicas são considerados, etnicamente, como japoneses no censo. Assim, apesar da crença generalizada de que o Japão é um país etnicamente homogêneo, provavelmente é mais certo descrevê-lo como uma sociedade multiétnica.
Na década de 1990 e no começo dos anos 2000, diplomatas japoneses assinaram acordos com países do sul da Ásia para obter cerca de 50 mil trabalhadores temporários para trabalhar no Japão. Acordos semelhantes assinados com países da América Latina, como Brasil, Uruguai, Chile, Mexico e Peru, conseguiram trazer outros 20 mil estrangeiros para o Japão, incluindo trabalhadores descendentes de japoneses que podem, no futuro, ser assimilados culturalmente na população japonesa.
A maioria dos brasileiros residentes no Japão são nikkeis (descendentes de japoneses ou cônjuges de nipo-brasileiros) que vivem e trabalham legalmente e são conhecidos como dekasseguis. O Brasil passou a receber imigrantes japoneses em 1908. A maior parte dos imigrantes chegou na década de 1930 e se fixou sobretudo em São Paulo. Hoje, a população nipo-brasileira é de quase 1,5 milhão de pessoas, da qual mais de 1 milhão são mestiços, formando a maior colônia de descendentes de japoneses do mundo. Muitos desses brasileiros de origem japonesa ou cônjuges têm imigrado ao Japão em busca de melhores condições de vida, formando uma comunidade de cerca de 300 mil pessoas no Japão.
O Brasil é o país que tem a maior colônia de japoneses e descendentes fora do Japão.
Imigração e incentivo ao aumento do número de filhos são soluções sugeridas para prover trabalhadores jovens, que sustentariam a população idosa do país. Porém, políticas de apoio à imigração são impopulares, já que o aumento do nível de criminalidade é, muitas vezes, atribuído aos novos moradores estrangeiros.

## Valores

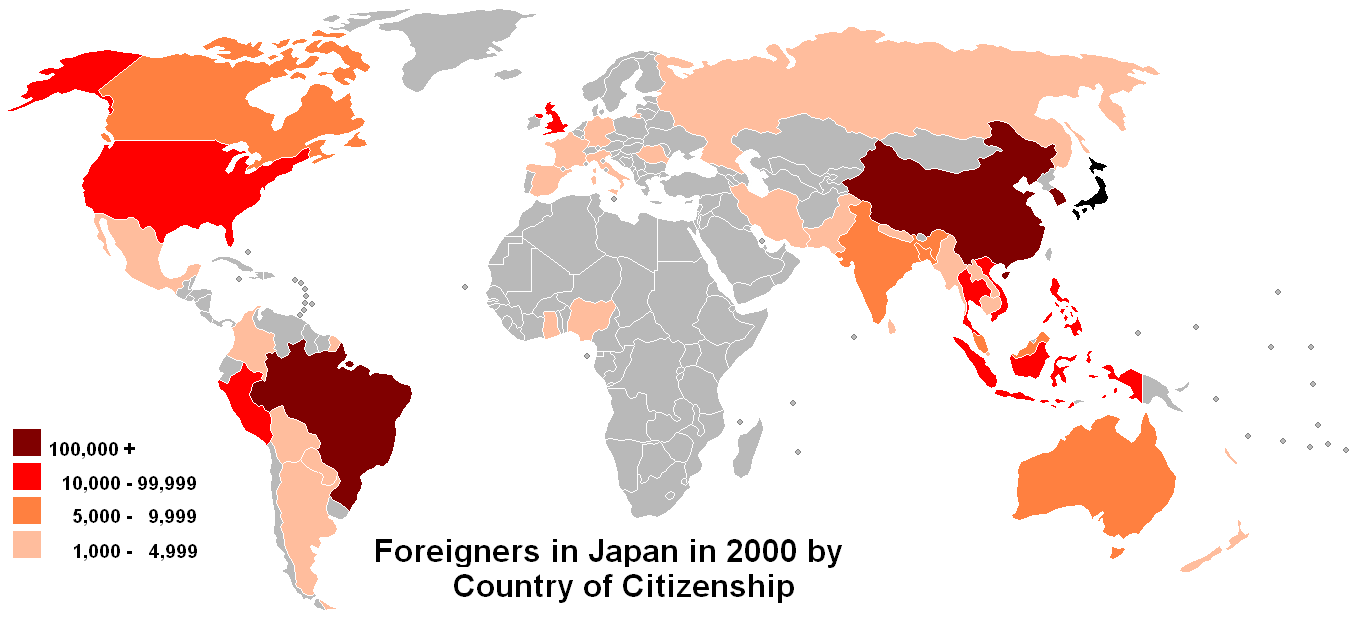
Mapa da estimativa de estrangeiros no Japão. Os brasileiros e os chineses são as duas maiores comunidades de estrangeiros no Japão.

- Taxa de fertilidade (2006) = 1.4 filhos por pessoa
- Taxa de natalidade (2003) = 10,1/1.000 habitantes
- Taxa de mortalidade (2003) = 7,75/1.000 habitantes
- Taxa de mortalidade infantil (2012) = 3,24/1.000 nascimentos
- Taxa de alfabetização (2002) = 99%
- Esperança de vida (2006) = 81,25 anos
- IDH (2011) = 0,901
- Faixa etária (2017) = 0-14 (12,3%) 15-64 (59,9%) 65+ (27,8%)[10]